# 영어듣기능력평가
영어듣기능력평가는 대한민국 전국 17개 시, 도 교육청 중 서울특별시와 세종특별자치시 제외한 15곳이 공동으로 주관하는 영어 듣기 시험이다. 2006년까지는 1년에 4회 시행되었지만, 2007년 이후로 매년 두 차례씩 시행되고 있다.
영어듣기능력평가는 중학교 1학년부터 3학년까지 각각 화요일에서 목요일까지, 고등학교는 그 다음 주 같은 요일에 치러지며, 시험일에는 한국교육방송공사에서 EBS FM 라디오를 통해 오전 11시부터 약 20분간 전국적으로 일제히 송출한다.
서울특별시교육청과 세종특별자치시교육청 자체적으로 제작한 영어듣기능력평가를 치르며, 6월과 10월 셋째 주 수요일에 각 학교에 사전에 배부된 자체음원을 통하여 실시한다. 2016년부터 2019년까지는 강원도교육청이 서울특별시교육청의 영어능력평가 시험지를 공유하였다.

## 시행 기관
- 수도권 : 인천광역시교육청, 경기도교육청
- 동남권 : 부산광역시교육청, 울산광역시교육청, 경상남도교육청
- 대경권 : 대구광역시교육청, 경상북도교육청
- 충청권 : 대전광역시교육청, 충청남도교육청, 충청북도교육청
- 호남권 : 전라북도교육청, 광주광역시교육청, 전라남도교육청
- 제주권 : 제주특별자치도교육청

- 단, 서울특별시교육청과 세종특별자치시교육청은 제외되었다.(세종특별자치시는 원래 시행되었다가 얼마 쯤에 제외되어 시행되지 않는다.

## 시험 일정
2006년부터 시험 일정 자료를 보실 수 있다.

### 2000년대 후반
- 4월 11일 - 중학교 1학년 (1학기 1차)
- 4월 12일 - 중학교 2학년 (1학기 1차)
- 4월 13일 - 중학교 3학년 (1학기 1차)
- 4월 18일 - 고등학교 1학년 (1학기 1차)
- 4월 19일 - 고등학교 1학년 (1학기 1차)
- 4월 20일 - 고등학교 1학년 (1학기 1차)
- 6월 13일 - 중학교 1학년 (1학기 2차)
- 6월 14일 - 중학교 2학년 (1학기 2차)
- 6월 15일 - 중학교 3학년 (1학기 2차)
- 6월 20일 - 고등학교 1학년 (1학기 2차)
- 6월 21일 - 고등학교 2학년 (1학기 2차)
- 6월 22일 - 고등학교 3학년 (1학기 2차)
- 9월 12일 - 고등학교 3학년 (2학기 1차)
- 9월 13일 - 고등학교 2학년 (2학기 1차)
- 9월 14일 - 고등학교 1학년 (2학기 1차)
- 9월 19일 - 중학교 3학년 (2학기 1차)
- 9월 20일 - 중학교 2학년 (2학기 1차)
- 9월 21일 - 중학교 1학년 (2학기 1차)
- 10월 17일 - 고등학교 3학년 (2학기 2차)
- 10월 18일 - 고등학교 2학년 (2학기 2차)
- 10월 19일 - 고등학교 1학년 (2학기 2차)
- 10월 24일 - 중학교 3학년 (2학기 2차)
- 10월 25일 - 중학교 2학년 (2학기 2차)
- 10월 26일 - 중학교 1학년 (2학기 2차)

- 4월 10일 - 중학교 1학년 (1학기)
- 4월 11일 - 중학교 2학년 (1학기)
- 4월 12일 - 중학교 3학년 (1학기)
- 4월 17일 - 고등학교 1학년 (1학기)
- 4월 18일 - 고등학교 2학년 (1학기)
- 4월 19일 - 고등학교 3학년 (1학기)
- 9월 11일 - 고등학교 1학년 (2학기)
- 9월 12일 - 고등학교 2학년 (2학기)
- 9월 13일 - 고등학교 3학년 (2학기)
- 9월 18일 - 중학교 1학년 (2학기)
- 9월 19일 - 중학교 2학년 (2학기)
- 9월 20일 - 중학교 3학년 (2학기)

- 4월 7일 - 중학교 1학년 (1학기)
- 4월 8일 - 중학교 2학년 (1학기)
- 4월 9일 - 중학교 3학년 (1학기)
- 4월 15일 - 고등학교 1학년 (1학기)
- 4월 16일 - 고등학교 2학년 (1학기)
- 4월 17일 - 고등학교 3학년 (1학기)
- 9월 16일 - 중학교 1학년 (2학기)
- 9월 17일 - 중학교 2학년 (2학기)
- 9월 18일 - 중학교 3학년 (2학기)
- 9월 23일 - 고등학교 1학년 (2학기)
- 9월 24일 - 고등학교 2학년 (2학기)
- 9월 25일 - 고등학교 3학년 (2학기)

- 4월 7일 - 중학교 1학년 (1학기)
- 4월 8일 - 중학교 2학년 (1학기)
- 4월 9일 - 중학교 3학년 (1학기)
- 4월 14일 - 고등학교 1학년 (1학기)
- 4월 15일 - 고등학교 2학년 (1학기)
- 4월 17일 - 고등학교 3학년 (1학기)
- 9월 15일 - 중학교 1학년 (2학기)
- 9월 16일 - 중학교 2학년 (2학기)
- 9월 17일 - 중학교 3학년 (2학기)
- 9월 22일 - 고등학교 1학년 (2학기)
- 9월 23일 - 고등학교 2학년 (2학기)
- 9월 24일 - 고등학교 3학년 (2학기)

### 2010년대 전반
- 4월 13일 - 중학교 1학년 (1학기)
- 4월 14일 - 중학교 2학년 (1학기)
- 4월 15일 - 중학교 3학년 (1학기)
- 4월 20일 - 고등학교 1학년 (1학기)
- 4월 21일 - 고등학교 2학년 (1학기)
- 4월 22일 - 고등학교 3학년 (1학기)
- 9월 6일 - 중학교 1학년 (2학기)
- 9월 7일 - 중학교 2학년 (2학기)
- 9월 8일 - 중학교 3학년 (2학기)
- 9월 13일 - 고등학교 1학년 (2학기)
- 9월 14일 - 고등학교 2학년 (2학기)
- 9월 15일 - 고등학교 3학년 (2학기)

- 4월 12일 - 중학교 1학년 (1학기)
- 4월 13일 - 중학교 2학년 (1학기)
- 4월 14일 - 중학교 3학년 (1학기)
- 4월 19일 - 고등학교 1학년 (1학기)
- 4월 20일 - 고등학교 2학년 (1학기)
- 4월 21일 - 고등학교 3학년 (1학기)
- 9월 5일 - 중학교 1학년 (2학기)
- 9월 6일 - 중학교 2학년 (2학기)
- 9월 7일 - 중학교 3학년 (2학기)
- 9월 19일 - 고등학교 1학년 (2학기)
- 9월 20일 - 고등학교 2학년 (2학기)
- 9월 21일 - 고등학교 3학년 (2학기)

- 4월 16일 - 중학교 1학년 (1학기)
- 4월 17일 - 중학교 2학년 (1학기)
- 4월 18일 - 중학교 3학년 (1학기)
- 4월 23일 - 고등학교 1학년 (1학기)
- 4월 24일 - 고등학교 2학년 (1학기)
- 4월 25일 - 고등학교 3학년 (1학기)
- 9월 10일 - 중학교 1학년 (2학기)
- 9월 11일 - 중학교 2학년 (2학기)
- 9월 12일 - 중학교 3학년 (2학기)
- 9월 17일 - 고등학교 1학년 (2학기)
- 9월 18일 - 고등학교 2학년 (2학기)
- 9월 19일 - 고등학교 3학년 (2학기)

- 4월 9일 - 중학교 1학년 (1학기)
- 4월 10일 - 중학교 2학년 (1학기)
- 4월 11일 - 중학교 3학년 (1학기)
- 4월 16일 - 고등학교 1학년 (1학기)
- 4월 17일 - 고등학교 2학년 (1학기)
- 4월 18일 - 고등학교 3학년 (1학기)
- 9월 10일 - 중학교 1학년 (2학기)
- 9월 11일 - 중학교 2학년 (2학기)
- 9월 12일 - 중학교 3학년 (2학기)
- 9월 24일 - 고등학교 1학년 (2학기)
- 9월 25일 - 고등학교 2학년 (2학기)
- 9월 26일 - 고등학교 3학년 (2학기)

- 4월 8일 - 중학교 1학년 (1학기)
- 4월 9일 - 중학교 2학년 (1학기)
- 4월 10일 - 중학교 3학년 (1학기)
- 4월 15일 - 고등학교 1학년 (1학기)
- 4월 16일 - 고등학교 2학년 (1학기)
- 4월 17일 - 고등학교 3학년 (1학기)
- 9월 2일 - 중학교 1학년 (2학기)
- 9월 3일 - 중학교 2학년 (2학기)
- 9월 4일 - 중학교 3학년 (2학기)
- 9월 16일 - 고등학교 1학년 (2학기)
- 9월 17일 - 고등학교 2학년 (2학기)
- 9월 18일 - 고등학교 3학년 (2학기)

### 2010년대 후반
- 4월 7일 - 중학교 1학년 (1학기)
- 4월 8일 - 중학교 2학년 (1학기)
- 4월 9일 - 중학교 3학년 (1학기)
- 4월 14일 - 고등학교 1학년 (1학기)
- 4월 15일 - 고등학교 2학년 (1학기)
- 4월 16일 - 고등학교 3학년 (1학기)
- 9월 8일 - 중학교 1학년 (2학기)
- 9월 9일 - 중학교 2학년 (2학기)
- 9월 10일 - 중학교 3학년 (2학기)
- 9월 15일 - 고등학교 1학년 (2학기)
- 9월 16일 - 고등학교 2학년 (2학기)
- 9월 17일 - 고등학교 3학년 (2학기)

- 4월 5일 - 중학교 1학년 (1학기)
- 4월 6일 - 중학교 2학년 (1학기)
- 4월 7일 - 중학교 3학년 (1학기)
- 4월 19일 - 고등학교 1학년 (1학기)
- 4월 20일 - 고등학교 2학년 (1학기)
- 4월 21일 - 고등학교 3학년 (1학기)
- 9월 6일 - 중학교 1학년 (2학기)
- 9월 7일 - 중학교 2학년 (2학기)
- 9월 8일 - 중학교 3학년 (2학기)
- 9월 20일 - 고등학교 1학년 (2학기)
- 9월 21일 - 고등학교 2학년 (2학기)
- 9월 22일 - 고등학교 3학년 (2학기)

- 4월 11일 - 중학교 1학년 (1학기)
- 4월 12일 - 중학교 2학년 (1학기)
- 4월 13일 - 중학교 3학년 (1학기)
- 4월 18일 - 고등학교 1학년 (1학기)
- 4월 19일 - 고등학교 2학년 (1학기)
- 4월 20일 - 고등학교 3학년 (1학기)
- 9월 12일 - 중학교 1학년 (2학기)
- 9월 13일 - 중학교 2학년 (2학기)
- 9월 14일 - 중학교 3학년 (2학기)
- 9월 19일 - 고등학교 1학년 (2학기)
- 9월 20일 - 고등학교 2학년 (2학기)
- 9월 21일 - 고등학교 3학년 (2학기)

- 4월 10일 - 중학교 1학년 (1학기)
- 4월 11일 - 중학교 2학년 (1학기)
- 4월 12일 - 중학교 3학년 (1학기)
- 4월 17일 - 고등학교 1학년 (1학기)
- 4월 18일 - 고등학교 2학년 (1학기)
- 4월 19일 - 고등학교 3학년 (1학기)
- 9월 11일 - 중학교 1학년 (2학기)
- 9월 12일 - 중학교 2학년 (2학기)
- 9월 13일 - 중학교 3학년 (2학기)
- 9월 18일 - 고등학교 1학년 (2학기)
- 9월 19일 - 고등학교 2학년 (2학기)
- 9월 20일 - 고등학교 3학년 (2학기)

- 4월 9일 - 중학교 1학년 (1학기)
- 4월 10일 - 중학교 2학년 (1학기)
- 4월 11일 - 중학교 3학년 (1학기)
- 4월 16일 - 고등학교 1학년 (1학기)
- 4월 17일 - 고등학교 2학년 (1학기)
- 4월 18일 - 고등학교 3학년 (1학기)
- 9월 7일 - 중학교 1학년 (2학기)
- 9월 8일 - 중학교 2학년 (2학기)
- 9월 9일 - 중학교 3학년 (2학기)
- 9월 24일 - 고등학교 1학년 (2학기)
- 9월 25일 - 고등학교 2학년 (2학기)
- 9월 26일 - 고등학교 3학년 (2학기)

### 2020년대 전반
- 6월 9일 - 고등학교 1학년 (1학기)
- 6월 10일 - 고등학교 2학년 (1학기)
- 6월 11일 - 고등학교 3학년 (1학기)
- 6월 23일 - 중학교 1학년 (1학기)
- 6월 24일 - 중학교 2학년 (1학기)
- 6월 25일 - 중학교 3학년 (1학기)
- 9월 15일 - 중학교 1학년 (2학기)
- 9월 16일 - 중학교 2학년 (2학기)
- 9월 17일 - 중학교 3학년 (2학기)
- 9월 22일 - 고등학교 1학년 (2학기)
- 9월 23일 - 고등학교 2학년 (2학기)
- 9월 24일 - 고등학교 3학년 (2학기)

- 4월 6일 - 중학교 1학년 (1학기)
- 4월 8일 - 중학교 2학년 (1학기)
- 4월 9일 - 중학교 3학년 (1학기)
- 4월 13일 - 고등학교 1학년 (1학기)
- 4월 14일 - 고등학교 2학년 (1학기)
- 4월 15일 - 고등학교 3학년 (1학기)
- 9월 7일 - 중학교 1학년 (2학기)
- 9월 8일 - 중학교 2학년 (2학기)
- 9월 9일 - 중학교 3학년 (2학기)
- 9월 14일 - 고등학교 1학년 (2학기)
- 9월 15일 - 고등학교 2학년 (2학기)
- 9월 16일 - 고등학교 3학년 (2학기)

- 4월 5일 - 중학교 1학년 (1학기)
- 4월 6일 - 중학교 2학년 (1학기)
- 4월 7일 - 중학교 3학년 (1학기)
- 4월 12일 - 고등학교 1학년 (1학기)
- 4월 13일 - 고등학교 2학년 (1학기)
- 4월 14일 - 고등학교 3학년 (1학기)
- 9월 6일 - 중학교 1학년 (2학기)
- 9월 7일 - 중학교 2학년 (2학기)
- 9월 8일 - 중학교 3학년 (2학기)
- 9월 14일 - 고등학교 1학년 (2학기)
- 9월 15일 - 고등학교 2학년 (2학기)
- 9월 16일 - 고등학교 3학년 (2학기)